# 余辉 (官员)
余辉（1970年2月—），男，汉族，四川省简阳市人，中华人民共和国地方官员。

## 生平
1991年6月，加入中国共产党。他从华西医科大学药剂学硕士、英国倫敦大學帝国理工学院工商管理专业毕业。拥有理学硕士学位、工商管理硕士学位。
1995年8月，参加工作。余辉曾任成都市投资促进委员会驻上海投资促进中心（成都市人民政府驻上海办事处）主任、中共成都市投资促进委员会党组成员、成都市投资促进中心副主任职务。2013年8月起，任中共成都市温江区委副书记。2016年8月至2017年7月，任成都市防邪办（610办公室）主任。大纪元相关报道认为，余辉任职期间，对当地迫害法轮功学员发生的命案、惨案负有不可推卸的责任。
2021年时，余辉任成都高新技术产业开发区党工委副书记。2021年5月12日，美国国务院公布《2020国际宗教自由报告》。同日中午，美国国务卿安東尼·布林肯就《2020国际宗教自由报告》发表讲话，并根据《2021年美国国务院海外行动及相关计划拨款法》第7031（C）节规定制裁余辉。余辉与家人将不得入境美国，原因是他曾任意拘留法轮功学员，“参与严重侵犯人权的行为”。5月13日，中华人民共和国外交部发言人华春莹在例行记者会上回应彭博社记者，称美国政府制裁余辉是“为那些恐怖组织和邪教组织张目，这是中方不能允许的。希望美方立即改正错误”。5月26日，针对美国国务院“2020年度国际宗教自由报告”和对余辉的制裁，中华人民共和国外交部发言人赵立坚在例行记者会上表示反对，他说“针对美方公然为邪教组织张目、基于谎言和虚假信息对中方人员实施单边制裁的行径，中方决定对美国国际宗教自由委员会委员小约翰尼·摩尔实施制裁，禁止摩尔及其家属入境中国内地及香港、澳门特别行政区”。“中方敦促美方纠正错误，撤销所谓制裁，停止借所谓宗教问题干涉中国内政”。
2022年4月上旬，四川省人民政府发布关于任免余辉等人职务通知，任命余辉为成都高新技术产业开发区管理委员会主任（正厅级），负责成都高新区管委会全面工作，分管审计局，仍兼任党工委副书记。